# Kanuru
Kanuru là một thị trấn thống kê (census town) của huyện Krishna thuộc bang Andhra Pradesh, Ấn Độ.

## Nhân khẩu
Theo điều tra dân số năm 2001 của Ấn Độ, Kanuru có dân số 30.696 người. Phái nam chiếm 53% tổng số dân và phái nữ chiếm 47%. Kanuru có tỷ lệ 73% biết đọc biết viết, cao hơn tỷ lệ trung bình toàn quốc là 59,5%: tỷ lệ cho phái nam là 77%, và tỷ lệ cho phái nữ là 69%. Tại Kanuru, 10% dân số nhỏ hơn 6 tuổi.